# Radioaktivni otpad
Radioaktivni otpad (kratica: RAO) je otpad koji nije predviđen za daljnje korištenje. Posebna je vrsta industrijskog otpada. Dio radioaktivnog otpada nastaje u zdravstvu. Radioaktivni otpad sadrži radioaktivne izotope takvih aktivnosti koje premašuju granične vrijednosti propisane pripadajućom zakonskom regulativom zbog čega za nj važi posebni režim gospodarenja. Zajednička osobina radioaktivnim izotopima je ionizirajuće zračenje. Radioaktivni izotopi su određeni regulativom kojom se uzimaju u obzir sljedeći parametri: specifična aktivnost beta i gama emitera (Asp, s/γ), specifična aktivnost alfa emitera (Asp, α), površinska aktivnost beta i gama emitera (Asp, s/γ) i površinska aktivnost alfa emitera (Asp, α). Prema našoj regulativi, radioaktivnim se otpadom smatraju oni materijali, onečišćeni radioaktivnim izotopima, kod kojih je premašena jedna od sljedećih vrijednosti: 
- Asp, s/γ ≥ 1 x 108 Bq/m3,
- Asp, α ≥ 1 x 107 Bq/m3,
- Asp, s/γ ≥ 5 x 103 Bq/m2,
- Asp, α ≥ 5 x 102 Bq/m2.

Radioaktivni materijali koji se koriste u različitim primjenama postaju, nakon nekog vremena, djelomično ili potpuno neupotrebljivi, ali često i dalje zadrže veliki dio radioaktivnosti koju su imali (ili stekli) za vrijeme uporabe (npr. istrošeni izvori zračenja ili iskorišteno nuklearno gorivo). Ako ih se ne može (ili ne isplati) preraditi za ponovnu ili daljnju uporabu, odnosno ako nakon prerade preostanu neupotrebljive radioaktivne tvari, dobiva se radioaktivni otpad. Njegova će se radioaktivnost s vremenom smanjivati, te može postati neznatnom već za nekoliko dana ili mjeseci, ali (ovisno o vrsti aktivnih atoma koje sadrži) otpad može ostati opasno radioaktivan još mnogo godina (pa i mnogo tisuća godina). Osim toga, u procesu korištenja radioaktivnih materijala (uključujući i njihovo dobivanje, obradu, čuvanje, prijevoz i eventualnu preradu) mogu postati radioaktivnima i mnogi obični materijali (npr. ambalaža ili procesne tekućine) i predmeti (posude, oprema ili odjeća) koji s njima dolaze u dodir ili su u njihovoj blizini. Uzrok tomu najčešće je fizički prijenos radioaktivnih atoma (radionuklida) na okolne tvari, koji se uvijek ne može spriječiti ili barem dovoljno ograničiti, a u nekim procesima (npr. u nuklearnom reaktoru) može radioaktivnost u okolnim materijalima biti i inducirana zračenjem (poglavito neutronima). Takvi "obični" predmeti i tvari, koji su postal onečišćeni, odnosno radioaktivni u procesu korištenja izvorno radioaktivnih materijala, čine danas u svijetu po obujmu najveći dio radioaktivnog otpada.
No, to nije najvažniji i najopasniji dio radioaktivnog otpada. Ono što je zapravo privuklo pozornost najšire javnosti jest relativno mala količina vrlo opasnog i visokoaktivnog otpada koji nastaje u reaktorima nuklearnih elektrana. To je ponajprije iskorišteno nuklearno gorivo, odnosno visokoaktivni otpad koji preostaje nakon njegove eventualne prerade. Iako čini tek nekoliko postotaka volumena ukupnog radioaktivnog otpada u svijetu, visokoaktivni otpad sadrži više od 90% njegove radioaktivnosti.

## Podjela radioaktivnog otpada
Radioaktivni otpad se dijeli na:
- niskoradioaktivni otpad = od 5 x 106 do 5 x 109 Bq/m3;
- srednjeradioaktivni otpad = od 5 x 109 do 5 x 1014 Bq/m3;
- visokoradioaktivni otpad > 5 x 1014 Bq/m3.

Nisko i srednje radioaktivni otpad su zaštitna odjeća, kontaminirani metalni otpad, zapakirani pepeo od spaljivanja otpada u inozemstvu, otpad od procesa čišćenja radioaktivne vode (talog nakon isparavanja, ionski izmjenjivači, filtri). Taj otpad je većinom nisko radioaktivan, samo manja količina je srednje radioaktivna. U Nuklearnoj elektrani Krško je radioaktivni otpad pohranjen u standardnim bačvama i cjevastim spremnicima, koji imaju volumen triju bačvi. Skladište se u privremenom skladištu za nisko i srednje radioaktivni otpad. Potkraj 2010. ukupni volumen uskladištenog radioaktivnog otpada bio je 2210,6 m3, a ukupna radioaktivnost 19,8 TBq. Nisko i srednjeradioaktivni otpad može se podijeliti i prema tehničkoj klasifikaciji: ionski izmjenjivači, ukrućena gusta masa iz parogeneratora, filtarski ulošci, otpaci koji se mogu sabiti. U bazenu za istrošeno gorivo bila su pohranjena 984 istrošena gorivna elementa iz prethodnih 24 nuklearnih gorivnih ciklusa. Ukupna masa istrošenog goriva dosad je 402 tone. To su visokoradioaktivne tvari.
Radioaktivni otpad se dijeli i s obzirom na agregatno stanje: plinoviti radioaktivni otpad, tekući radioaktivni otpad i čvrsti radioaktivni otpad.

### Plinoviti radioaktivni otpad
U radu Nuklearne elektrane Krško nastaju radioaktivni plinovi koji se do raspadanja čuvaju u spremnicima. 

### Tekući radioaktivni otpad
Riječ je o tekućinama koje su kontaminirane radionuklidima. Taj otpad znači važan udio s obzirom na ukupnu količinu nisko i srednjeradioaktivnog otpada koji nastane u nuklearnoj elektrani. Zato je njegova obrada važna, da bi se smanjio njegov volumen, te da bi se pretvorio u oblik prikladan za skladištenje. Za smanjenje volumena tekućega radioaktivnoga otpada koriste se filtriranje, isparavanje i sušenje u bačvi. Isparjela se neradioaktivna voda vraća u proces, a preostala se radioaktivna masa suši u bačvi. Zagrijavanjem bačve izvlači se vodena para i tako nastaje čvrst i suh talog.

### Čvrsti radioaktivni otpad
U čvrsti radioaktivni otpad ubrajaju se kontaminirane otpadne tvari, kao što su plastika, papir, krpe, osobna zaštitna oprema, alati i filtarski ulošci. Čvrsti radioaktivni otpad ima veliki volumen koji je za skladištenje potrebno smanjiti, jer bi inače brzo ispunio skladišne prostore. Dekontaminacija je jedan od postupaka za smanjenje njegove zapremnine. U mnogim slučajevima površinski se kontaminirani predmeti mogu uporabom mehaničkih, elektrokemijskih i kombiniranih metoda dekontaminirati do te mjere da više nisu radioaktivni materijal i nisu predmet upravnoga nadzora. Mogu se ponovno koristiti i time se može smanjiti količina radioaktivnog otpada. 

#### Superkompaktiranje bačvi
Za smanjenje volumena čvrstoga radioaktivnoga otpada ovom metodom koriste se visokotlačni kompresori koji bačve i njihov sadržaj komprimiraju silom od 10 do 15 MN. Komprimirani otpad pohranjuje se u posebne, za to namijenjene bačve i spremnike. Zbog smanjenja volumena u Nuklearnoj elektrani Krško su izvedene dvije akcije superkompaktiranja bačvi visokotlačnom prešom. Tu će tehniku koristiti i ubuduće.

#### Spaljivanje otpada
Potkraj devedesetih godina 20. stoljeća, u Nuklearnooj elektrani Krško se zbog rasterećenja skladišnih kapaciteta prvi put odlučilo spaliti zapaljivi nisko i srednje radioaktivni otpad, što je jedna od metoda za smanjenje volumena radioaktivnoga otpada koje se koriste u svijetu. Suhi čvrsti radioaktivni otpad spaljen je u poduzeću Studsvik Radwaste AB iz Nyköpinga u Švedskoj. Bačve s pepelom sad su uskladištene u privremenom skladištu. I ubuduće spaljivanje ostaje jedna od mogućnosti smanjenja volumena nastalog otpada.

#### Skladištenje suhoga čvrstog nisko i srednjeradioaktivnog otpada
Čvrsti nisko i srednje radioaktivni otpad koji je nastao u Nuklearnoj elektrani Krško čuva se u privremenom skladištu za nisko i srednjeradioaktivni otpad. Privremeno je skladište armiranobetonska zgrada otporna na potrese. Konstruirana je tako da omogućuje odvojeno slaganje posuda s čvrstim radioaktivnim otpadom s obzirom na njihove karakteristike i sigurno postupanje s njima. Postojeći skladišni kapaciteti su ograničeni. Za izbor lokacije za trajno odlagalište nisko i srednjeradioaktivnoga otpada, izgradnju i upravljanje njime u Sloveniji je nadležna Agencija za radioaktivne odpadke, a u Hrvatskoj Agencija za posebni otpad APO.

### Istrošeno nuklearno gorivo
U bazenu za istrošeno nuklearno gorivo u Nuklearnoj elektrani Krško potkraj 2010. bila su pohranjena 984 istrošena gorivna elementa iz prethodnih 24 nuklearnih gorivnih ciklusa. Ukupna masa istrošenoga goriva iznosila je 402 tone. Gorivni elementi koji su dosegnuli tehničku i ekonomsku granicu iskoristivosti nazivaju se istrošenim nuklearnim gorivom. Prema podjeli radioaktivnoga otpada s obzirom na specifičnu aktivnost, spadali bi u visokoradioaktivni otpad, a jer je prihvaćena samo odluka o njihovu skladištenju do kraja rada Nuklearne elektrane Krško, nazvani su istrošenim gorivnim elementima.
U skladu s prihvaćenom strategijom, u Nuklearnoj elektrani Krško se skladište u posebnoj zgradi, u bazenu za istrošeno gorivo. Nakon modernizacije bazena, kad su postojeće rešetke zamijenjene novima, gušćima, za istrošeno nuklearno gorivo dobiveno je dovoljno prostora do kraja predviđenoga vijeka trajanja Nuklearne elektrane Krško. U bazenu ima prostora za 1694 istrošena gorivna elementa. Istrošeni gorivni elementi jako su radioaktivni i oslobađaju znatnu količinu topline, pa su pohranjeni u rešetkama uronjenima u vodu kojoj je dodana borna kiselina. Debeli sloj vode istodobno je štit od ionizirajućeg zračenja i sredstvo za odvođenje topline. Nakon prestanka rada nuklearne elektrane treba se pobrinuti za njezinu razgradnju. Pod time se podrazumijevaju postupci i radovi potrebni da se nuklearna elektrana dovede do stanja kad prestaje biti nuklearni objekt.

## Radioaktivnost radioaktivnog otpada
Veća nuklearna elektrana (od 1 000 MW) obično troši oko 100 tona nuklearnog goriva (obogaćenog uranija) svake 3 godine. To se gorivo dobiva različitim fizikalnim i kemijskim postupcima pročišćavanja i obrade uranijevih izotopa iz uranijeve rudače, te prije uporabe još uvijek predstavlja prirodni materijal u pogledu radioaktivnosti, iako nekoliko desetaka tisuća puta aktivniji (oko 1012 Bq) od npr. jednake mase običnog kamena. U radioaktivni otpad, zapravo, treba ubrojiti i jalovinu iskorištene uranijeve rudače, koja svojom količinom znatno nadmašuje sve ostale radioaktivne materijale koji se koriste u nuklearnoj industriji. No, ona je vrlo male aktivnosti i može se odlagati na mjestu nastanka, odnosno u rudnike, bez prethodne obrade.
Međutim, u nuklearnom gorivnom ciklusu stvara se u gorivu velika količina umjetnih radionuklida (od kojih je većina mnogo aktivnija od uranija), tako da mu je radioaktivnost u normalnom pogonu reaktora (odnosno u trenutku vađenja iz nuklearnog reaktora) oko milijardu puta veća nego prije ulaska u reaktor (oko 1021 Bq za promatranih 100 tona). Upravo ti umjetno proizvedeni radionuklidi u iskorištenom nuklearnom gorivu najveći su dio radioaktivnog otpada koji nastaje u svim civilnim djelatnostima u svijetu. Njihova radioaktivnost mnogostruko je veća nego svih ostalih prirodnih i umjetnih radioaktivnih materijala koji se u tim djelatnostima uopće koriste. Ukupna umjetna radioaktivnost, sadržana u reaktorima svih nuklearnih elektrana na Zemlji potkraj 20. stoljeća, iznosi oko 1023 Bq. To je oko 10 puta više od prirodne radioaktivnosti svih oceana, odnosno oko 100 puta manje od procijenjene radioaktivnosti cijele Zemljine kore. No, radi usporedbe, u više od 1500 pokusnih eksplozija nuklearnog oružja između 1945. i 1985., umjetni radionuklidi ispušteni u okoliš imali su sveukupnu radioaktivnost oko 20 puta veću od navedenog iznosa sadržanog u nuklearnim elektranama.
Na sreću, od trenutka vađenja nuklearnog goriva iz reaktora (ili prestanka rada reaktora), radioaktivnost mu se umanji nekoliko puta već prvoga dana, te više od 100 puta u prvoj godini, i još oko 20 puta u sljedećih sto godina. Zato s globalnog ekološkog stajališta ukupna
radioaktivnost svih današnjih nuklearnih elektrana ipak nije znatna: samo nekoliko godina nakon njihova zatvaranja bila bi ona tek mali postotak prirodne radioaktivnosti oceana, a u odnosu na radioaktivnost kontinentalnih ploča bila bi posve zanemariva. I nakon eksplozije nuklearne bombe aktivnost radionuklida izbačenih u okoliš naglo se smanjuje, čak i brže nego iskorištenog reaktorskog goriva, tako da nuklearni pokusi nisu uzrokovali zamjetnu globalnu akumulaciju radioaktivnosti, iako je spomenuti nominalni zbroj svih početnih aktivnosti iznosio oko 20% ukupne radioaktivnosti Zemljine kore.

### Problemi s radioaktivnim otpadom
Upravo su vojni nuklearni pokusi (i neki postupci odlaganja otpada) pokazali da se radionuklide općenito ne može tako raspršiti u okoliš, a da se posve isključi vjerojatnost njihova kasnijeg koncentriranja na nekim mjestima, napose u nekim živim organizmima. To je jedan od odlučujućih razloga za odbacivanje naizgled najprivlačnijeg rješenja, da se iskorišteno nuklearno gorivo jednostavno potopi u oceane gdje bi se, kada degradiraju posude u kojima je dovezeno, jednostavno razrijedilo u golemoj vodenoj masi. Iako je ukupna masa do sada korištenog nuklearnog goriva posve zanemariva u usporedbi s količinom morske vode, a ni prosječnu radioaktivnost ne bi joj uvećalo više od nekoliko postotaka (ako najprije odleži u skladištima pedesetak godina nakon vađenja iz reaktora, odnosno ako barem tako dugo ne procuri iz posuda u koje je pakirano), postignuta je široka međunarodna suglasnost da otpad ne valja odlagati na taj način.
Nije problem samo u tome što bi se radionuklidi raspršeni u vodi mogli akumulirati na pojedinim mjestima, odnosno u nekim organizmima. Čak i bez toga odlaganje radioaktivnog otpada u more nije dugoročno rješenje koje bi omogućilo nastavak i razvoj korištenja nuklearne energije i drugih primjena radioaktivnih materijala. Početno se brzo smanjivanje radioaktivnosti istrošenog nuklearnog goriva kasnije sve više usporava, te bi se takvim odlaganjem nakon nekog vremena čak i prosječna radioaktivnost oceana počela zamjetno povećavati. Ne bi to povećanje bilo tako veliko da bi ljudi postali neposredno ugroženi radioaktivnim zračenjem vodene mase, ali je posve nepredvidivo kakve bi posljedice moglo imati u moru kao životnoj zajednici. A u posljednjim smo desetljećima naučili da i relativno male globalne promjene, koje čovjek svojom djelatnošću unosi u ekosustav, mogu izazvati znatne nepoželjne učinke na različita živa bića, pa i na ljudsko zdravlje. Stoga je prevladalo mišljenje da radioaktivni otpad treba što bolje izolirati od okoliša, tako dugo dok ne prestane biti opasan. More je za tu svrhu posve nepodesna sredina, ne samo stoga što pogoduje raznošenju materijala, nego i zbog kemijske agresivnosti prema posudama u kojima se otpad nalazi. U međuvremenu je, ipak, u more bilo potopljeno barem 1017 Bq radioaktivnog otpada.

### Rješenje je odlagalište u čvrstom tlu
Budući da nije moguće, a ne bi bilo ni etički prihvatljivo, planirati nadzor nad današnjim otpadom i u dalekoj budućnosti (za reaktorsko gorivo trebao bi potrajati tisućama godina), a tehnički još nije ostvarivo njegovo sigurno odvoženje sa Zemlje, preostaje jedino rješenje da se stabilni geološki slojevi u čvrstom tlu, na građevinski lako dostupnim dubinama, udaljeni od podzemnih vodotokova. Za sada se iskorišteno nuklearno gorivo (ili visoradiokoaktivni otpad koji je preostao nakon njegove prerade) privremeno čuva u posebnim skladištima kako bi se iskoristilo početno razdoblje brzog opadanja njegove radioaktivnosti i tako pojednostavilo daljnje rukovanje s njim. Nakon toga, njegov dugoročni smještaj (odlaganje) planira se stotinama metara duboko pod zemljom, u granitnim stijenama, naslagama soli ili drugim stabilnim slojevima, gdje će bez nadzora ostati trajno izoliran od okoliša mnogo tisuća godina, zahvaljujući prethodnoj obradi, pakiranju i različitim preprekama izgrađenima da spriječe njegovo prodiranje u okoliš, a ponajviše zahvaljujući prirodnim svojstvima nepropusnosti odabrane lokacije odlagališta.
I na radioaktivni otpad mnogostruko manje aktivnosti od iskorištenog nuklearnog goriva u pravilu se primjenjuje sličan postupak, obrada i izolacija od okoliša u primjerenom odlagalištu u čvrstom tlu, osim ako se ne radi o tako malim količinama ili koncentracijama radionuklida da se otpadne tvari mogu ispuštati u okoliš ili tretirati kao običan otpad. No, samo mali dio ostalog radioaktivnog otpada, onaj kojemu aktivnost vrlo sporo opada (poput radijevih izvora korištenih u prvoj polovici 20. stoljeća), treba smjestiti u duboka odlagališta kao i visokoaktivni otpad. Velika većina ukupnog radioaktivnog otpada može se odlagati u objekte blizu površine ili u razini tla, jer ga treba izolirati samo nekoliko stotina godina (ili manje) dok ne postane bezopasan. Za takvo, relativno kratko vremensko razdoblje može se računati na nepropusnost i trajnost izgrađenih prepreka (posuda, zidova itd), a moguće je planirati i nadziranje odlagališta - ali se ipak odabire prikladna lokacija kako bi se umanjila vjerojatnost da radionuklidi dospiju do ljudi i u slučaju neočekivanih nepovoljnih događaja.

## Odlagališta radioaktivnog otpada

### Priprema otpada za odlaganje
Desetljeća istraživanja i razvoja urodila su nizom provjerenih tehnoloških postupaka kojima se radioaktivni otpad priređuje za odlaganje, a uvriježili su se i standardni nazivi za pojedine procese.

#### Predobrada radioaktivnog otpada
Predobrada radioaktivnog otpada početni je korak koji se sastoji od sakupljanja i razvrstavanja otpada, te dekontaminacije i manjeg kemijskog prilagođavanja, a može uključivati i vrijeme privremenog skladištenja. Osobito je važna jer je u pravilu upravo tada najbolja prilika za moguće izdvajanje materijala za recikliranje, kao i otpada koji nije potrebno smatrati radioaktivnim. Osim toga, poželjno je i razvrstati radioaktivni otpad primjereno kasnijim mogućnostima odlaganja (npr. za površinsko ili za duboko odlagalište).

#### Obrada radioaktivnog otpada
Obrada radioaktivnog otpada sastoji se od operacija kojima je svrha povećati sigurnost ili ekonomičnost pohranjivanja otpada promjenom njegovih svojstava. Temeljni koncepti obrade su smanjivanje obujma otpada, uklanjanje radionuklida i promjena sastava otpada. Tipične operacije kojima se to postiže uključuju: spaljivanje gorivog otpada ili prešanje suhog otpada (smanjivanje zapremine); isparavanje ili propuštanje tekućeg otpada kroz filtere i ionske izmjenjivače (uklanjanje radionuklida); te izdvajanje kemijskih sastojaka npr. precipitacijom ili flokulacijom (promjena sastava). Za dekontaminaciju tekućeg otpada često treba kombinirati nekoliko spomenutih postupaka, a u procesu može nastati sekundarni otpad (filteri, mulj itd). 

#### Kondicioniranje radioaktivnog otpada
Kondicioniranje radioaktivnog otpada čine operacije kojima se otpad prevodi u oblik prikladniji za rukovanje, prijevoz, skladištenje i odlaganje. To su operacije imobiliziranja i pakiranja. Uobičajeni postupci imobilizacije tekućeg otpada su zalijevanje u bitumensku ili betonsku matricu (solidifikacija) za otpad manje radioaktivnosti, odnosno u staklenu matricu (vitrifikacija ili ostakljivanje) za visokoaktivni otpad. Imobilizirani i drugi kruti otpad obično se pakira u posude različitih vrsta, od standardnih dvjestolitarskih čeličnih bačvi, do posebno konstruiranih posuda s debelim stjenkama, ovisno o vrstama i koncentraciji radionuklida, uz eventualno zapunjavanje materijalima odgovarajućih svojstava.

### Odlaganje radioaktivnog otpada
Odlaganje je konačno smještanje otpada u odlagalište, bez namjere da se iz njega ikada vadi i bez nužnog oslanjanja na dugoročno nadgledanje i održavanje odlagališta. Uz prethodnu obradu i kondicioniranje, sustav prirodnih i izgrađenih višestrukih barijera oko otpada u odlagalištu pruža jamstvo da će se bilo kakvo ispuštanje radionuklida u okoliš odvijati prihvatljivom sporošću. Ima barijera koje osiguravaju potpunu izolaciju otpada u nekom vremenskom razdoblju, poput metalnih posuda, kao i takvih koje usporavaju prodor radionuklida u okoliš, poput materijala kojim se zapunjava odlagalište ili stijene u kojoj je izgrađeno. Odlagališta se mogu nalaziti na površini ili na različitim dubinama ispod zemlje, a posebnu skupinu čine duboka odlagališta u geološki stabilnim i nepropusnim slojevima, namijenjena visokoaktivnom otpadu (kakvih za sada još nema u redovitom pogonu).
Za neka odlagališta može se planirati ograničeno vrijeme institucionalne kontrole, čime se povećava sigurnost odlaganja kratkovječnog otpada. Bitno se, međutim, razlikuje pojam skladištenja, koji označava privremeno čuvanje radioaktivnog otpada (pri čemu je osigurana zaštita okoliša), kako bi se npr. olakšala obrada, kondicioniranje i odlaganje otpada kada mu se umanji aktivnost. Specijalno, kratkovječni otpad može se skladištiti dok mu aktivnost ne opadne toliko da se smije kontrolirano ispuštati u okoliš ili odlagati kao običan otpad. Iako se za najveći dio radioaktivnog otpada planira izoliranje u odlagalištu ili barem odležavanje u skladištu, neki otpadni radioaktivni plinovi i tekućine mogu se i odmah kontrolirano ispuštati u okoliš (unutar dopuštenih granica radioaktivnosti), što se također smatra postupkom odlaganja.

#### Odlaganje radioaktivnog otpada u tlu
U razvoju strategija odlaganja u tlu, poluživot radionuklida glavna je odrednica u odlučivanju o načinu odlaganja. Otpad koji sadrži pretežito kratkoživuće radionuklide ugrožava ljude, ali to je opasnost koja se zbog raspada umanjuje; poslije dovoljno dugog vremena, koje može biti i nekoliko stotina godina, opasnost pada na razinu kod koje više nema rizika za ljudsko zdravlje ili okoliš. Stoga se svi načini odlaganja za kratkoživući otpad oslanjaju na institucionalni nadzor odlagališta i/ili na izgrađene sustave prepreka koji ograničeno traju, dakle nekoliko stotina godina, i za to vrijeme zadržavaju i izoliraju otpad. Tijekom tog vremena većina se radionuklida u otpadu raspada. Time se umanjuje ili uklanja rizik zbog degradacije sustava (kvarovi na posudama ili preprekama) koji treba zadržati radionuklide.
No, neke vrste radioaktivnog otpada, a osobito iskorišteno nuklearno gorivo i ustakljeni otpad, koji nastaje recikliranjem iskorištenog goriva, sadrže niz radionuklida s vrlo dugim vremenima poluraspada, pa su stoga opasni mnogo tisuća godina. Iz današnje se perspektive ne može očekivati ni od institucionalne kontrole odlagališta, niti od izgrađenog sustava prepreka da mogu beskonačno zadržavati i izolirati takav dugoživući otpad.

#### Plitko odlaganje
Pri plitkom odlaganju otpad se smješta na površinu ili vrlo blizu površine. Plitka se odlagališta koriste u mnogim zemljama više od 30 godina, najčešće za niskoaktivni otpad. Kako je najednostavnije bilo koristiti obične zemljane rovove, na tom su pristupu djelovala mnoga prva odlagališta. Očigledno je zašto su najveći uspjesi s tim pristupom postignuti na lokacijama koje su bile na suhim područjima. U suhim uvjetima malo je ili zanemarivo protjecanje podzemnih voda kroz ukopani otpad, pa ne postoji prijenos radionuklida vodom u okoliš. Uspješan je primjer plitkog odlaganja odlagalište Beatty u Nevadi, koje je sada zatvoreno. Sličan se način odlaganja planira izgradnjom postrojenja u Ward Vallyu, u pustinji Mojave, gdje je razina podzemnih voda čak 200 metara ispod razine tla. U vlažnijoj klimi takav je pristup manje uspješan. Štoviše, u nekim osobitim okolnostima (plavljenje rovova zbog neodgovarajućeg izbora lokacije, ili neodgovarajuća drenaža) radionuklidi se mogu širiti prema dolje, a ovisno o vrsti stijena i bočno izvan rovova. Tako radionuklidi iz otpada mogu dospjeti u vodotokove i u podzemnu vodu.

#### Pripovršinska odlagališta
Pripovršinska odlagališta ispod su razine tla, ali ne na velikoj dubini. Njihova izvedba uključuje zonu nedirnute stijene ili sedimenta iznad postrojenja koji fizički dijele odloženi otpad od površine. Osim što se time koriste prednosti pogodnih hidrogeoloških i geokemijskih svojstava prirodnih prepreka, takav pristup znatno smanjuje rizik od nenamjernog upada ljudi. Sve izgrađene prepreke u pripovršinskim odlagalištima na mnogo su načina slične onima koje se grade oko spremnika za plitka odlaganja.
Pripovršinska odlagališta, na dubinama većim od 50 metara, već su prihvaćena i rade u nekoliko zemalja. U Švedskoj, pokraj Forsmarka, izgrađeno je 1989. jedno takvo odlagalište (SFR) u gnajsu na dubini od 60 metara ispod Baltičkog mora. Ono je predviđeno za odlaganje nisko i srednjeaktivnog otpada. U Finskoj, na otočiću Olkiluoto, izgrađene su dvije nuklearke poduzeća TVO koje upravlja i tamo izgrađenim odlagalištem za nisko i srednjeaktivni otpad koje je pušteno u rad 1992. Otpad je razvrstan prema aktivnosti i smješten u betonom obložene silose izdubljene u granitu, na dubini od 70 do 100 metara ispod površine.

#### Duboka odlagališta ili odlagališta u dubokim geološkim formacijama
Otpad se odlaže u postrojenje izgrađeno duboko u podobnim geološkim formacijama, bez nakane da se otamo ikada vadi, te bez oslanjanja na dugoročni nadzor ili održavanje. Dugoročna sigurnost geološkog odlaganja temelji se na sustavu višestrukih prepreka koje čine: stabilan oblik otpada, dugovječna ambalaža u kojoj je otpad pohranjen, te trajnost ostalih izgrađenih struktura ili prirodnih prepreka karakterističnih za izabranu lokaciju odlagališta. Sve prepreke zajedno, shvaćene kao sustav, dostatne su za zadržavanje i izolaciju otpada tijekom više tisuća godina.
Čak i ako se učinkovitost sustava niza postojećih ili izgrađenih prepreka, da zadrži prostiranje radioaktivnosti od paketa s otpadom prema okolišu, s vremenom počne smanjivati, gubitak sposobnosti je postupan. Usporeno širenje dijelom je rezultat raspada radionuklida, a dijelom
dolazi do razrjeđivanja i disperzije na dubini. Sva tri čimbenika umanjuju konačni utjecaj otpada na biosferu. Sustav s više prepreka, isto tako, jamči, barem do neke mjere, kompenzaciju nedostataka na bilo kojoj od prepreka u nizu.
Dubina na kojoj će se graditi odlagališta za duboko geološko odlaganje ovisi o specifičnim značajkama lokacije, značajkama projektiranog sustava za odlaganje, prirodi otpada i regulatornim zahtjevima za dugoročnu sigurnost. Općenito se smatra da će buduća geološka odlagališta biti građena na dubinama od 250 do 1 500 metara.

#### Odlaganje u oceane
Način, kojim su se stanovito vrijeme služile neke zemlje, uglavnom za ograničene količine radioaktivnog otpada, odlaganje je u oceane (poglavito sjeverni Atlantski ocean). No, za taj pristup više nema međunarodne suglasnosti i podrške. Briga zbog mogućih učinaka na zdravlje i okoliš uobličena je 1983. međunarodnim dogovorom u Londonsku konvenciju, koja je uspostavila dragovoljni moratorij na svako odbacivanje viskoaktivnog i nekih vrsta srednjeaktivnog otpada u mora. Taj je sporazum postupno zamijenjen potpunom međunarodnom zabranom svih odbacivanja i ispuštanja radioaktivnog otpada u mora, iako se istraživanja mogućih rizika nastavljaju.
Osim izravnog odlaganja otpada u ocean, što se činilo odbacivanjem spremnika, odlaganje ispod oceanskog dna oblik je geološkog odlaganja. Zamišljen je kao smještaj spremnika s otpadom od deset do nekoliko stotina metara duboko u sedimente ili stijene koje se nalaze na dnu oceana, na dubini od nekoliko tisuća metara.